# Saab 9000

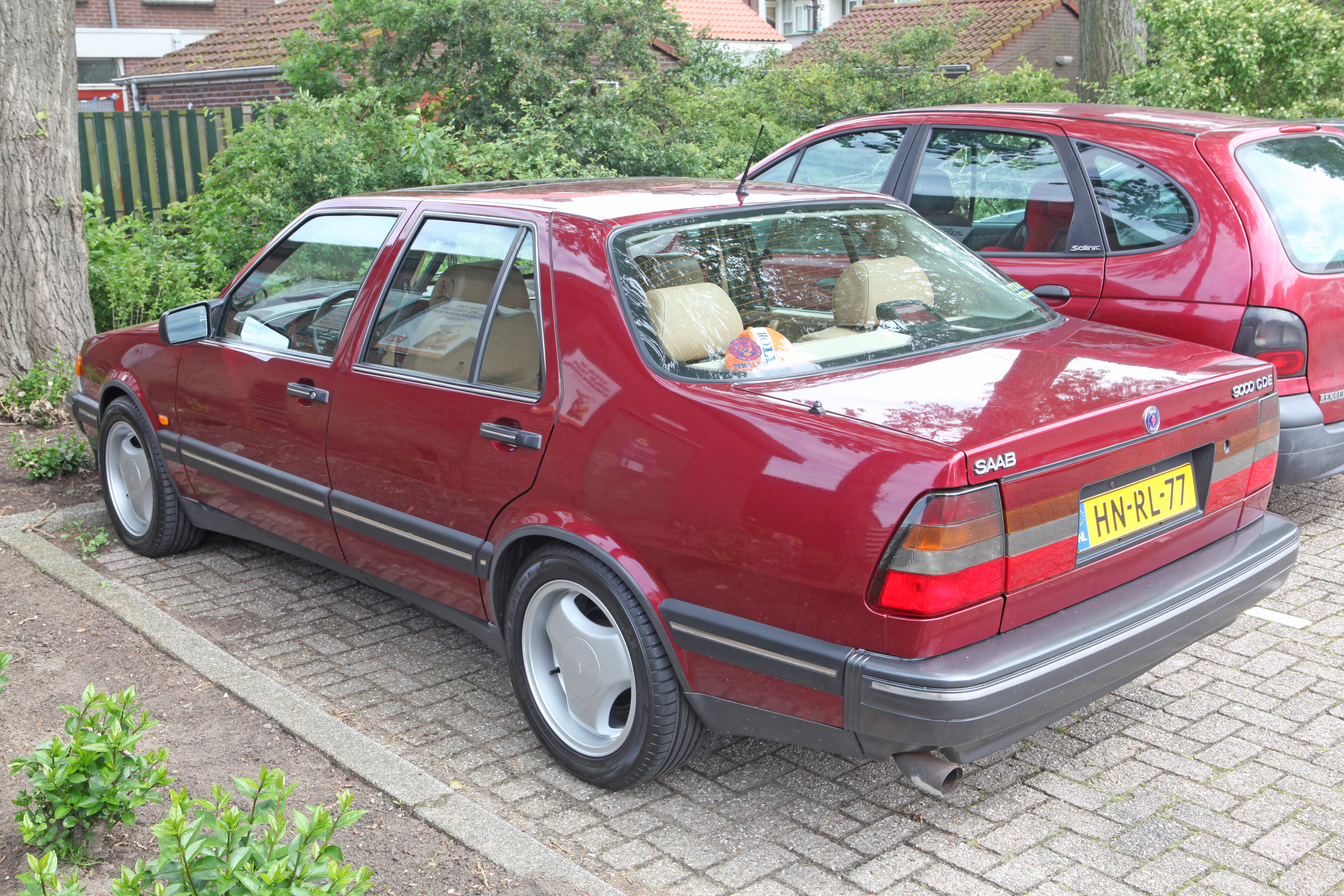
Saab 9000 CD

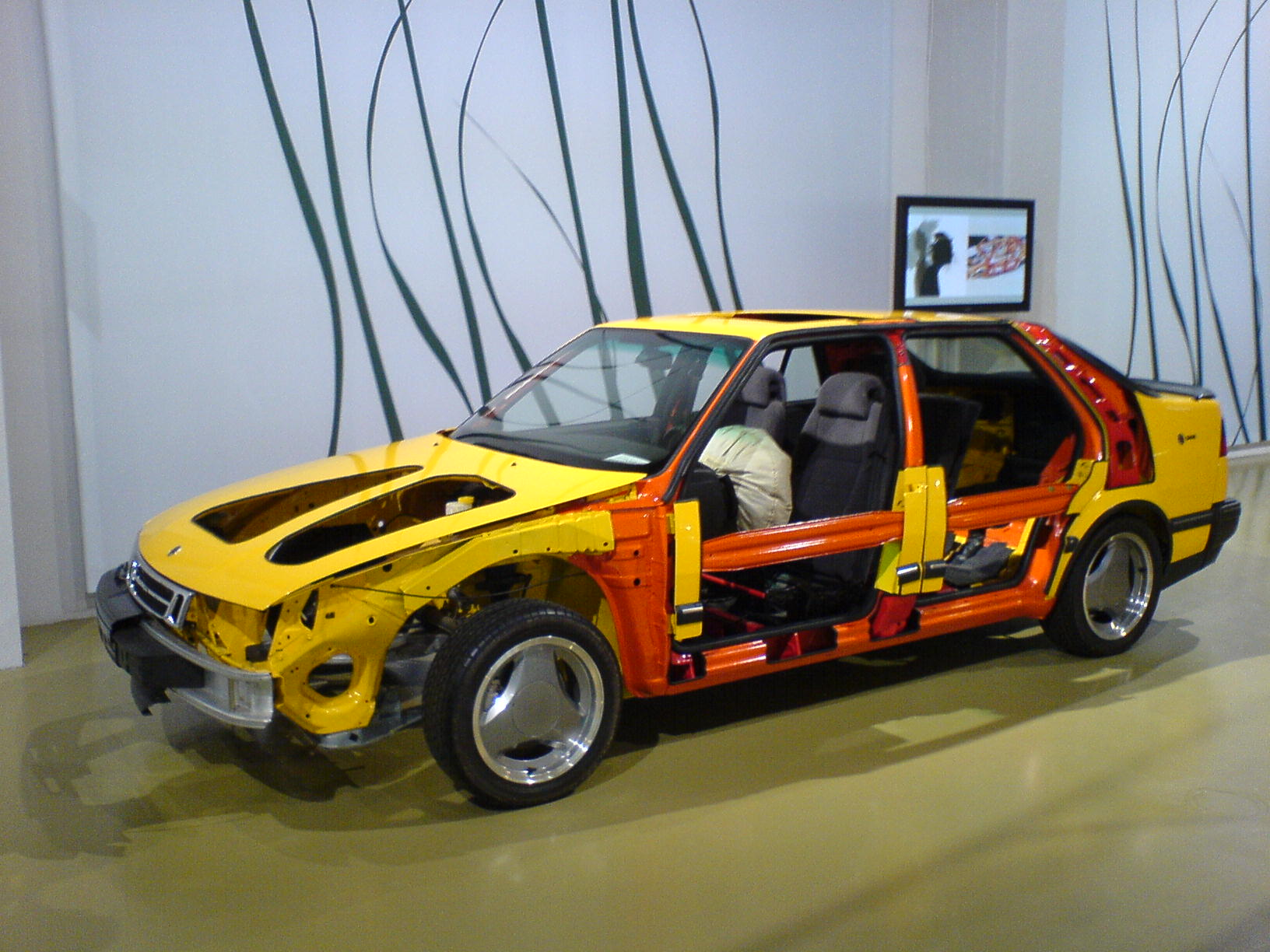
Saab 9000

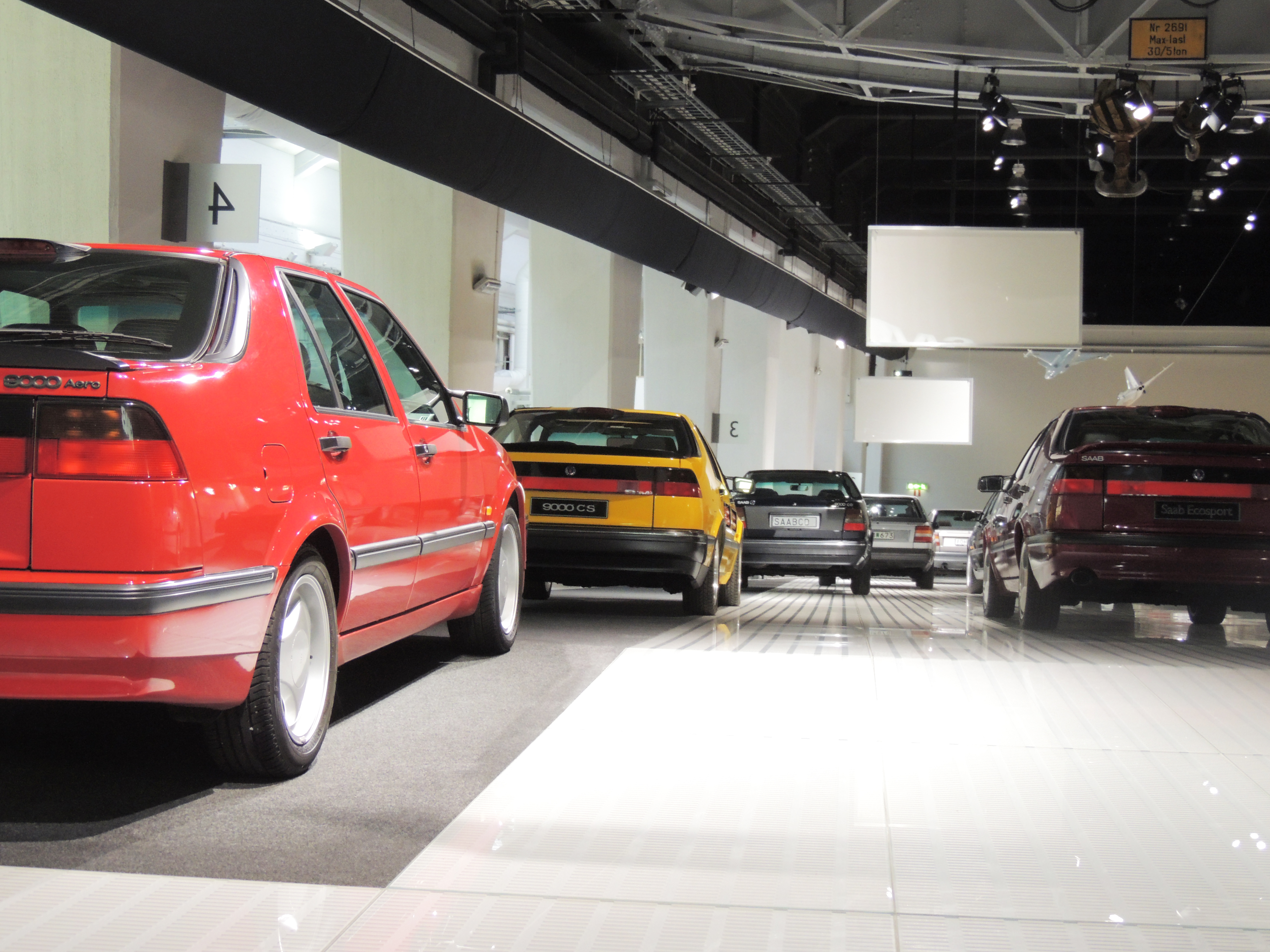
Saab museum

De Saab 9000 is een model van de Zweedse autobouwer Saab.
Nadat de Saab 900 zijn intrede had gedaan in het D-segment kwam Saab met het idee om nog hogerop te gaan en een auto te bouwen in het E-segment. Ontwerpchef Björn Envall begon met het tekenen van deze auto, maar na een paar jaar zocht Saab naar een partner voor de bouw en het ontwerp van deze auto om de kosten te kunnen verdelen hierdoor werd het project tijdelijk gestaakt.
Er werd een partner gevonden: Lancia. Dit merk wilde net als Saab een auto in het E-segment bouwen. Dit luxe middensegment wordt sterk bevochten en de auto's moesten concurreren met de Mercedes E-Klasse, BMW 5-Serie en Audi 100. Het D-segment werd door Alfa Romeo reeds bevochten met de Alfa Romeo 75, door Fiat met de Tempra en door Lancia met de Dedra en zoals eerder besproken door Saab met de 900. Björn Envall gaf zijn werk uit handen aan Giorgetto Giugiaro, hij tekende de hoofdlijnen van de auto. Het plan was om een platform te ontwikkelen waar beide merken hun eigen identiteit op kwijt konden. Later kwamen er nog twee andere merken bij die belang hadden bij dit platform: Fiat en Alfa Romeo. Zo ontstond het Tipo 4-project. Bij de Saab 9000 werd vooral gekeken naar de veiligheid en het comfort van zowel de bestuurder als van de passagiers. Zo moest de auto geschikt zijn voor grote en kleine mensen. Door de lange wielbasis was er een grote kofferruimte beschikbaar en door de grote achterklep was deze ruimte zeer goed toegankelijk. Nadat het platform klaar was ging Björn Envall met zijn designteam weer verder met hetgeen waarmee zij begonnen waren.
Bij de introductie van de nieuwe 9000 mocht de pers de auto testen. Vooral op het gebied van veiligheid en comfort werd de auto geprezen. Zo wist Saab meerdere prijzen te winnen met deze auto. Het was niet voor niets dat laatste woorden van de introductie speech
waren: A star is born.
In 1988 kreeg de Saab 9000 een uitbreiding op het modellengamma in de vorm van de Saab 9000CD. Deze auto was een echte klassieke vierdeurs sedan. Nog later kwam er nog een uitbreiding in de vorm van de Saab 9000CS. Deze Saab 9000 werd voorzien van totaal nieuwe voorkant en achterkant, een langere achterklep en extra middelen om de auto nog veiliger te maken dan dat hij al was. In de loop van de jaren erna introduceerde Saab geen totaal nieuwe 9000 maar verbeterde wel steeds het veiligheidssysteem van de auto.
In 1997 na dertien jaar en veel veranderingen aan de auto werd de Saab 9000 vervangen door de totaal nieuwe Saab 9-5.

## Geleverde motoren
| Hatchback       | Hatchback | Hatchback | Hatchback | Hatchback    | Hatchback    | Hatchback                | Hatchback     | Hatchback      | Hatchback   |
| 9000            | 9000      | 9000      | 9000      | 9000         | 9000         | 9000                     | 9000          | 9000           | 9000        |
| Type            | Motor     | Motor     | Motor     | Vermogen     | Koppel       | Overbrenging             | 0–100 km/h    | Topsnelheid    | Jaartal     |
| Type            | Inhoud    | Cilinders | Kleppen   | Vermogen     | Koppel       | Overbrenging             | 0–100 km/h    | Topsnelheid    | Jaartal     |
| --------------- | --------- | --------- | --------- | ------------ | ------------ | ------------------------ | ------------- | -------------- | ----------- |
| 2.0i            | 1.985 cm³ | 4-in-lijn | 16V       | 130 pk       | 173 Nm       | 5-bak / 4-traps automaat | 10,5 / 14,0 s | 190 / 185 km/h | 1986 - 1991 |
| 2.3i            | 2.290 cm³ | 4-in-lijn | 16V       | 150 pk       | 212 Nm       | 5-bak / 4-traps automaat | 10,5 / 12,5 s | 205 / 200 km/h | 1989 - 1991 |
| 2.0 Turbo 16    | 1.985 cm³ | 4-in-lijn | 16V       | 175 pk       | 273 Nm       | 5-bak                    | 8,3 s         | 220 / 213 km/h | 1985 - 1987 |
| 2.0 Turbo 16    | 1.985 cm³ | 4-in-lijn | 16V       | 165 pk       | 265 Nm       | 5-bak / 4-traps automaat | 8,9 / 9,0 s   | 210 / 205 km/h | 1987 - 1990 |
| 2.0 Turbo 16S   | 1.985 cm³ | 4-in-lijn | 16V       | 177 pk       | 264 Nm       | 5-bak / 4-traps automaat | 8,7 / 8,8 s   | 220 / 215 km/h | 1989 - 1990 |
| 2.3 Turbo 16(S) | 2.290 cm³ | 4-in-lijn | 16V       | 200 pk       | 330 Nm       | 5-bak / 4-traps automaat | 8,5 / 8,5 s   | 230 / 225 km/h | 1990 - 1991 |
| 9000 CS         |           |           |           |              |              |                          |               |                |             |
| 2.0i            | 1.985 cm³ | 4-in-lijn | 16V       | 130 pk       | 177 Nm       | 5-bak                    | 11,5 s        | 200 km/h       | 1991 - 1998 |
| 2.3i            | 2.290 cm³ | 4-in-lijn | 16V       | 150 pk       | 212 Nm       | 5-bak / 4-traps automaat | 10,5 / 12,5 s | 205 / 200 km/h | 1991 - 1993 |
| 2.3i            | 2.290 cm³ | 4-in-lijn | 16V       | 147 pk       | 205 Nm       | 5-bak / 4-traps automaat | 10,0 / 12,0 s | 210 / 205 km/h | 1993 - 1995 |
| 2.0 LPT         | 1.985 cm³ | 4-in-lijn | 16V       | 150 pk       | 215 Nm       | 5-bak / 4-traps automaat | 9,5 / 11,0 s  | 210 / 210 km/h | 1995 - 1998 |
| 2.3 LPT         | 2.290 cm³ | 4-in-lijn | 16V       | 170 pk       | 260 Nm       | 5-bak / 4-traps automaat | 8,5 / 9,5 s   | 220 / 220 km/h | 1993 - 1998 |
| 2.3 Turbo 16    | 2.290 cm³ | 4-in-lijn | 16V       | 200 pk       | 330 Nm       | 5-bak / 4-traps automaat | 7,5 / 8,5 s   | 230 / 230 km/h | 1991 - 1993 |
| 2.3 Turbo       | 2.290 cm³ | 4-in-lijn | 16V       | 200 pk       | 330 / 294 Nm | 5-bak / 4-traps automaat | 7,5 / 8,5 s   | 235 / 235 km/h | 1993 - 1998 |
| 3.0i V6         | 2.290 cm³ | V6        | 24V       | 211 pk       | 270 Nm       | 5-bak / 4-traps automaat | 8,0 / 9,5 s   | 230 / 225 km/h | 1994 - 1996 |
| 2.3 Aero        | 2.290 cm³ | 4-in-lijn | 16V       | 224 / 200 pk | 342 / 294 Nm | 5-bak / 4-traps automaat | 6,9 / 8,5 s   | 240 / 235 km/h | 1993 - 1997 |

| Sedan           | Sedan     | Sedan     | Sedan   | Sedan    | Sedan        | Sedan                    | Sedan         | Sedan          | Sedan       |
| 9000 CD         | 9000 CD   | 9000 CD   | 9000 CD | 9000 CD  | 9000 CD      | 9000 CD                  | 9000 CD       | 9000 CD        | 9000 CD     |
| Type            | Motor     | Motor     | Motor   | Vermogen | Koppel       | Overbrenging             | 0–100 km/h    | Topsnelheid    | Jaartal     |
| Type            | Inhoud    | Cilinders | Kleppen | Vermogen | Koppel       | Overbrenging             | 0–100 km/h    | Topsnelheid    | Jaartal     |
| --------------- | --------- | --------- | ------- | -------- | ------------ | ------------------------ | ------------- | -------------- | ----------- |
| 2.0i            | 1.985 cm³ | 4-in-lijn | 16V     | 130 pk   | 173 Nm       | 5-bak / 4-traps automaat | 10,5 / 14,0 s | 190 / 185 km/h | 1988 - 1990 |
| 2.0i            | 1.985 cm³ | 4-in-lijn | 16V     | 130 pk   | 177 Nm       | 5-bak / 4-traps automaat | 10,5 / 13,5 s | 200 / 195 km/h | 1992 - 1994 |
| 2.3i            | 2.290 cm³ | 4-in-lijn | 16V     | 150 pk   | 212 Nm       | 5-bak / 4-traps automaat | 10,5 / 12,5 s | 205 / 200 km/h | 1989 - 1993 |
| 2.3i            | 2.290 cm³ | 4-in-lijn | 16V     | 147 pk   | 205 Nm       | 5-bak / 4-traps automaat | 10,0 / 12,0 s | 210 / 205 km/h | 1993 - 1994 |
| 2.0 Turbo 16    | 1.985 cm³ | 4-in-lijn | 16V     | 165 pk   | 265 Nm       | 5-bak / 4-traps automaat | 9,0 / 9,5 s   | 210 / 205 km/h | 1988 - 1990 |
| 2.3 LPT         | 2.290 cm³ | 4-in-lijn | 16V     | 170 pk   | 260 Nm       | 5-bak / 4-traps automaat | 8,5 / 9,5 s   | 220 / 220 km/h | 1993 - 1994 |
| 2.3 Turbo 16(S) | 2.290 cm³ | 4-in-lijn | 16V     | 200 pk   | 330 Nm       | 5-bak / 4-traps automaat | 7,5 / 8,5 s   | 230 / 225 km/h | 1990 - 1993 |
| 2.3 Turbo       | 2.290 cm³ | 4-in-lijn | 16V     | 200 pk   | 323 Nm       | 5-bak / 4-traps automaat | 7,5 / 8,5 s   | 235 / 225 km/h | 1993 - 1994 |
| 9000 CD         |           |           |         |          |              |                          |               |                |             |
| 2.0i            | 1.985 cm³ | 4-in-lijn | 16V     | 130 pk   | 177 Nm       | 5-bak                    | 11,5 s        | 200 km/h       | 1994 - 1997 |
| 2.3i            | 2.290 cm³ | 4-in-lijn | 16V     | 147 pk   | 205 Nm       | 5-bak / 4-traps automaat | 10,0 / 12,0 s | 210 / 205 km/h | 1994 - 1995 |
| 2.0 LPT         | 1.985 cm³ | 4-in-lijn | 16V     | 150 pk   | 215 Nm       | 5-bak / 4-traps automaat | 9,5 / 11,0 s  | 210 / 210 km/h | 1995 - 1997 |
| 2.3 LPT         | 2.290 cm³ | 4-in-lijn | 16V     | 170 pk   | 260 Nm       | 5-bak / 4-traps automaat | 8,5 / 9,5 s   | 220 / 220 km/h | 1994 - 1997 |
| 2.3 Turbo       | 2.290 cm³ | 4-in-lijn | 16V     | 200 pk   | 330 / 294 Nm | 5-bak / 4-traps automaat | 7,5 / 8,5 s   | 235 / 235 km/h | 1994 - 1997 |
| 3.0i V6         | 2.962 cm³ | V6        | 24V     | 211 pk   | 270 Nm       | 5-bak / 4-traps automaat | 8,0 / 9,5 s   | 230 / 225 km/h | 1994 - 1996 |

Vroegere modellen:
92001 · 
92 · 
93 · 
Sonnett I · 
95 · 
96 · 
Sonnett II · 
Sonnett III · 
99 · 
90 · 
600 · 
900 · 
9000 · 
9-3 · 
9-5 ·
9-4X · 
9-7X
Voormalig geplande modellen:
9-1/9-2 · 
9-6X
Conceptmodellen:
Aero-X · 
9-X